# Leon Rozin
Leon Rozin pseud. Józef Konecki, Józek, Stefan, Stanisław (ur. 1 listopada 1900 w Łodzi, zm. 1938 w ZSRR) – działacz KPP, KZMP i Komunistycznej Międzynarodówki Młodzieży (KMM).

## Życiorys
Urodzony w bogatej rodzinie żydowskiej, skończył szkołę handlową. Podczas I wojny światowej wraz z rodziną przebywał w Rosji. Na początku 1918 wstąpił do Komsomołu. Po powrocie do Polski w 1919 wstąpił do KPRP/KPP, działał też w kole młodzieży komunistycznej wraz z Salomonem Jaszuńskim i Witoldem Kolskim. Organizował uczniowskie koła komunistyczne. W 1921 został członkiem Wydziału Młodzieżowego Komitetu Okręgowego (KO) KPRP w Łodzi. 
Współorganizator Związku Młodzieży Komunistycznej (ZMK) w 1922. Od 1926 członek Komitetu Centralnego ZMK i funkcjonariuszem KPP. Kierował pracą Centralnego Wydziału Propagandy i Agitacji ZMK. Odpowiadał również za pracę Komitetu Warszawskiego ZMK. Uczestnik VII Plenum KMM (został wówczas prezydium jego Komitetu Wykonawczego) pod koniec 1926, IV Zjazdu KPP (maj-sierpień 1927), posiedzenia Biura Politycznego KC KPP (Berlin, latem 1928), VI Kongresu Kominternu, prac przygotowawczych do V Kongresu KMM (lipiec-październik 1928) i był członkiem Sekretariatu tego kongresu. Brał udział w VI plenum KC KPP w Berlinie (czerwiec 1929), II Zjeździe ZMK (w lutym 1930 w Saksonii), na którym ZMK zmienił nazwę na KZMP i V Zjeździe KPP w sierpniu 1930. W walkach frakcyjnych w KPP opowiadał się po stronie „mniejszości”. Działał w Sekretariacie KC ZMK/KZMP, w 1929 był przez kilka miesięcy instruktorem KMM w Czechosłowacji. 
Na początku lat 30. wykładał w szkole partyjnej KPZB. Od 1932 studiował w Instytucie Czerwonej Profesury. 1934-1935 pracował w Charkowie i Kijowie, gdzie kierował polskim sektorem w wydziale do spraw narodowościowych KC Komunistycznej Partii (bolszewików) Ukrainy (KP(b)U). 
We wrześniu 1935 został aresztowany przez NKWD i skazany na 10 lat łagru, gdzie zmarł z wyczerpania w 1938. W 1956 został pośmiertnie zrehabilitowany na XX Zjeździe KPZR. 
Był żonaty z działaczką ZMK Felicją Papierbuch vel Wagner, z którą miał syna Alfreda.